# Circonscription du Lassithi
La circonscription du Lassithi (en grec Εκλογική περιφέρεια Λασιθίου) est une circonscription législative de la Grèce. Elle correspond au territoire de l'ancien nome du Lassithi, remplacé par le district régional de Lassíthi. Elle compte 68 791 électeurs inscrits en janvier 2015.

Situation de la circonscription du Lassithi

## Élections législatives de mai 2012

### Résultats
La circonscription du Lassithi élit deux députés en mai 2012. Les élections ont lieu au scrutin proportionnel plurinominal avec prime majoritaire et un seuil de représentation de 3 % des suffrages exprimés au niveau national.
46 750 électeurs se sont exprimés sur 69 574 inscrits, soit un taux de participation de 67,19 %. Parmi les vingt-deux listes candidates, deux listes obtiennent chacune un siège dans la circonscription.
| Rang | Liste                              | Nombre de voix | Pourcentage des voix | Nombre de sièges |
| ---- | ---------------------------------- | -------------- | -------------------- | ---------------- |
| 1    | Mouvement socialiste panhellénique | +10 512,       | 23,10 %              | 1                |
| 2    | Nouvelle Démocratie                | +06 410,       | 14,09 %              | 1                |
| 3    | SYRIZA                             | +06 357,       | 13,97 %              | 0                |
| 4    | Alliance démocrate                 | +03 855,       | 8,47 %               | 0                |
| 5    | Grecs indépendants                 | +03 830,       | 8,42 %               | 0                |
| 6    | Gauche démocrate                   | +03 026,       | 6,65 %               | 0                |
| 7    | Parti communiste de Grèce          | +02 061,       | 4,53 %               | 0                |
| 8    | Recréer la Grèce                   | +01 813,       | 3,98 %               | 0                |
| 9    | Verts écologistes                  | +01 785,       | 3,92 %               | 0                |
| 10   | Aube dorée                         | +01 213,       | 2,67 %               | 0                |

### Députés

#### Mouvement socialiste panhellénique
La liste du Mouvement socialiste panhellénique est en tête et obtient un siège.
| Rang | Nom                  | Nombre de voix |
| ---- | -------------------- | -------------- |
| 1    | Michalis Karchimakis | +5 892,        |

#### Nouvelle Démocratie
La liste de la Nouvelle Démocratie est deuxième et obtient un siège.
| Rang | Nom                 | Nombre de voix |
| ---- | ------------------- | -------------- |
| 1    | Ioánnis Plakiotákis | +3 933,        |

## Élections législatives de juin 2012

### Résultats
La circonscription du Lassithi élit deux députés en juin 2012. Les sièges sont répartis à l'issue d'un scrutin proportionnel plurinominal avec prime majoritaire entre les listes ayant obtenu au moins 3 % des suffrages exprimés au niveau national.
45 491 électeurs se sont exprimés sur 69 345 inscrits, soit un taux de participation de 65,60 %. Parmi les dix-sept listes candidates, deux listes obtiennent chacune un siège dans la circonscription.
| Rang | Liste                              | Nombre de voix | Pourcentage des voix | Nombre de sièges |
| ---- | ---------------------------------- | -------------- | -------------------- | ---------------- |
| 1    | SYRIZA                             | +12 159,       | 27,07 %              | 1                |
| 2    | Nouvelle Démocratie                | +12 019,       | 26,76 %              | 1                |
| 3    | Mouvement socialiste panhellénique | +10 698,       | 23,82 %              | 0                |
| 4    | Grecs indépendants                 | +02 820,       | 6,28 %               | 0                |
| 5    | Gauche démocrate                   | +02 539,       | 5,65 %               | 0                |
| 6    | Aube dorée                         | +01 165,       | 2,59 %               | 0                |
| 7    | Parti communiste de Grèce          | +00937,        | 2,09 %               | 0                |

### Députés

#### SYRIZA
La liste de la SYRIZA est en tête et obtient un siège.
| Rang | Nom                |
| ---- | ------------------ |
| 1    | Kostis Dermitzakis |

#### Nouvelle Démocratie
La liste de la Nouvelle Démocratie est deuxième et obtient un siège.
| Rang | Nom                 |
| ---- | ------------------- |
| 1    | Ioánnis Plakiotákis |

## Élections législatives de janvier 2015

### Résultats
La circonscription du Lassithi élit deux députés en janvier 2015. Les sièges sont répartis à l'issue d'un scrutin proportionnel plurinominal avec prime majoritaire entre les listes ayant obtenu au moins 3 % des suffrages exprimés au niveau national.
45 306 électeurs se sont exprimés sur 68 791 inscrits, soit un taux de participation de 65,86 %. Parmi les quinze listes candidates, deux listes obtiennent chacune un siège dans la circonscription.
| Rang | Liste                                | Nombre de voix | Pourcentage des voix | Nombre de sièges |
| ---- | ------------------------------------ | -------------- | -------------------- | ---------------- |
| 1    | SYRIZA                               | +19 139,       | 43,50 %              | 1                |
| 2    | Nouvelle Démocratie                  | +10 932,       | 24,84 %              | 1                |
| 3    | La Rivière                           | +03 534,       | 8,03 %               | 0                |
| 4    | Mouvement socialiste panhellénique   | +02 855,       | 6,49 %               | 0                |
| 5    | Mouvement des socialistes démocrates | +02 134,       | 4,85 %               | 0                |
| 6    | Grecs indépendants                   | +01 384,       | 3,15 %               | 0                |
| 7    | Parti communiste de Grèce            | +01 279,       | 2,91 %               | 0                |
| 8    | Aube dorée                           | +01 235,       | 2,81 %               | 0                |

### Députés
La répartition des sièges au sein de chaque liste élue dépend du nombre de voix obtenues individuellement par chaque candidat, suivant le système du vote préférentiel. Dans la circonscription du Lassithi, les listes peuvent comporter jusqu'à quatre candidats. Les électeurs peuvent exprimer un vote préférentiel pour l'un des candidats sur la liste pour laquelle ils votent.

#### SYRIZA
La liste de la SYRIZA est en tête et obtient un siège.
| Rang | Nom                      | Nombre de voix |
| ---- | ------------------------ | -------------- |
| 1    | Konstantinos Dermitzakis | +6 412,        |

#### Nouvelle Démocratie
La liste de la Nouvelle Démocratie est deuxième et obtient un siège.
| Rang | Nom                 | Nombre de voix |
| ---- | ------------------- | -------------- |
| 1    | Ioannis Plakiotakis | +6 255,        |